# Jonathan Murdoch
Jonathan L. Murdoch (* 23. November 1954; † 24. Dezember 2005) war ein britischer Soziologe, dessen sich mit agrarsoziolischen Themen befassendes Werk vor allem in der Geographie und der Planungstheorie Beachtung fand. Von 2001 bis zu seinem Tod war er Professor für Umweltplanung an der Cardiff University.

## Leben
Murdoch wurde am 23. November 1954 geboren. Aus einem landwirtschaftlich geprägten Haushalt in Yorkshire stammend, schlug er vergleichsweise spät einen wissenschaftlichen Karriereweg ein. Nach einem Studium der Soziologie sowie der Wirtschafts- und Sozialgeschichte promovierte Murdoch 1988 mit der politikgeschichtlich ausgerichteten Arbeit The state and agriculture in Wales am University College of Wales, Aberystwyth. Daraufhin war er zunächst im Rahmen des Forschungsprogramms The Social and Economic Restructuring of Rural Britain an der South Bank Polytechnic sowie dem University College London beschäftigt, bevor er sich 1992 dem neu gegründeten Centre for Rural Economy der Newcastle University anschloss. Ab 1995 lehrte und forschte Murdoch am Department of City and Regional Planning der Cardiff University, an der er ab 2001 einen Lehrstuhl als Professor of Environmental Planning einnahm. An Heiligabend 2005 erlag er den Folgen einer Leukämie-Erkrankung.

## Werk
Während seiner Promotionszeit begann Murdoch, sich mit der Akteur-Netzwerk-Theorie zu befassen, die seine weiteren Werke stark prägte. Diese war zu jener Zeit in den Agrar-, Planungs- und Raumwissenschaften wenig vertreten, sodass Murdoch zu einem der ersten Forscher in diesen Disziplinen wurde, die die vorherrschende konzeptionelle Dichotomie zwischen Natur und Gesellschaft zusehends hinterfragten.

## Veröffentlichungen

### Monographien
- Terry Marsden, Jonathan Murdoch, Philip Lowe, Richard C. Munton, Andrew Flynn: Constructing The Countryside: An Approach To Rural Development (= Restructuring Rural Areas. Band 1). UCL Press, London 1993, ISBN 0-8133-1912-9.
- Jonathan Murdoch, Terry Marsden: Reconstituting Rurality: Class, Community, and Power in the Development Process (= Restructuring Rural Areas. Band 2). UCL Press, London 1994, ISBN 1-85728-041-5.
- Jonathan Murdoch, Simone Abram: Rationalities of Planning: Development Versus Environment in Planning for Housing. Ashgate, Aldershot/Burlington 2002, ISBN 1-84014-929-9.
- Jonathan Murdoch, Philip Lowe, Neil Ward, Terry Marsden: The Differentiated Countryside (= Routledge Studies in Human Geography. Band 3). Routledge, London/New York 2003, ISBN 1-85728-895-5.
- Jonathan Murdoch: Post-structuralist Geography: A Guide to Relational Space. Sage Publications, London/Thousand Oaks 2005, ISBN 1-281-25141-0.
- Kevin Morgan, Terry Marsden, Jonathan Murdoch: Worlds of Food: Place, Power, and Provenance in the Food Chain. Oxford Univ. Press, Oxford/New York 2006, ISBN 978-0-19-927158-0.

### Sammelbände
- Terry Marsden, Jonathan Murdoch (Hrsg.): Between the Local and the Global: Confronting Complexity in the Contemporary Food Sector (= Research in Rural Sociology and Development. Band 12). Elsevier/JAI Press, Amsterdam/Oxford 2006, ISBN 978-1-84950-417-1.

### Aufsätze (Auswahl)
- Jonathan Murdoch, Andy C. Pratt: Rural studies: Modernism, postmodernism and the ‘post-rural’. In: Journal of Rural Studies. Band 9, Nr. 4, 1993, S. 411–427, doi:10.1016/0743-0167(93)90053-M.
- Jonathan Murdoch: Actor-networks and the evolution of economic forms: combining description and explanation in theories of regulation, flexible specialization, and networks. In: Environment and Planning A. Band 27, Nr. 5, 1995, S. 731–757, doi:10.1068/a270731.
- Jonathan Murdoch: Towards a geography of heterogeneous associations. In: Progress in Human Geography. Band 21, Nr. 3, 1997, S. 321–337, doi:10.1191/030913297668007261.
- Jonathan Murdoch: Inhuman/nonhuman/human: actor-network theory and the prospects for a nondualistic and symmetrical perspective on nature and society. In: Environment and Planning D: Society and Space. Band 15, Nr. 6, 1997, S. 731–756, doi:10.1068/d150731.
- Jonathan Murdoch: The spaces of actor-network theory. In: Geoforum. Band 29, Nr. 4, 1998, S. 357–374, doi:10.1016/S0016-7185(98)00011-6.
- Jonathan Murdoch, Mara Miele: ‘Back to Nature’: Changing ‘Worlds of Production’ in the Food Sector. In: Sociologia Ruralis. Band 39, Nr. 4, 1999, S. 465–483, doi:10.1111/1467-9523.00119.
- Kevin Morgan, Jonathan Murdoch: Organic vs. conventional agriculture: knowledge, power and innovation in the food chain. In: Geoforum. Band 31, Nr. 2, 2000, S. 159–173, doi:10.1016/S0016-7185(99)00029-9.
- Jonathan Murdoch: Networks — a new paradigm of rural development? In: Journal of Rural Studies. Band 16, Nr. 4, 2000, S. 407–419, doi:10.1016/S0743-0167(00)00022-X.
- Jonathan Murdoch, Terry Marsden, Jo Banks: Quality, Nature, and Embeddedness: Some Theoretical Considerations in the Context of the Food Sector. In: Economic Geography. Band 76, Nr. 2, 2000, S. 107–125, doi:10.1111/j.1944-8287.2000.tb00136.x.
- Jonathan Murdoch: Ecologising Sociology: Actor-Network Theory, Co-construction and the Problem of Human Exemptionalism. In: Sociology. Band 35, Nr. 1, 2001, S. 111–133, doi:10.1017/S0038038501000074.
- Mara Miele, Jonathan Murdoch: The Practical Aesthetics of Traditional Cuisines: Slow Food in Tuscany. In: Sociologia Ruralis. Band 42, Nr. 4, 2002, S. 312–328, doi:10.1111/1467-9523.00219.
- Nicholas Parrott, Natasha Wilson, Jonathan Murdoch: Spatializing Quality: Regional Protection and the Alternative Geography of Food. In: European Urban and Regional Studies. Band 9, Nr. 3, 2002, S. 241–261, doi:10.1177/096977640200900304.
- Jonathan Murdoch: Networking rurality: emergent complexity in the countryside. In: Paul J. Cloke, Terry Marsden, Patrick H. Mooney (Hrsg.): Handbook of rural studies. Sage, London/Thousand Oaks 2006, S. 171–184.